# Stanisław Krzemiński (producent)
Stanisław Krzemiński (ur. 1947 we Wrocławiu) – polski producent filmowy i telewizyjny, scenarzysta, reżyser filmów dokumentalnych, dziennikarz i pisarz. Laureat Europejskiej Nagrody Filmowej Felix 96  za wkład w rozwój europejskiego filmu dokumentalnego. Współpracował m.in. z Andrzejem Wajdą, Feliksem Falkiem  i Maciejem Wojtyszko.

## Życiorys
Studiował organizację produkcji na Wydziale Mechanicznym Technologiczny Politechniki Warszawskiej (w latach 1965–1969), dziennikarstwo na Uniwersytecie Warszawskim (1968–1973) i reżyserię w Szkole Filmowe w Łodzi (1975–1978).
Podczas studiów rozpoczął pracę dziennikarską, w latach 1968-1982 związany między innymi Polskim Radiem i Telewizją Polską (jako kierownik redakcji filmów dokumentalnych dla młodzieży).
W latach 1976–1999 podjął pracę reżysera filmów dokumentalnych dla stacji telewizyjnych w Polsce: TVP, TVN, POLSAT, Niemczech: ZDF, SDR, Francji: ARTE, Planete. Współpracował z Andrzejem Wajdą jako II reżyser „Kroniki wypadków miłosnych” (1985), z Feliksem Falkiem jako II reżyser „Idola”  (1984) czy Maciejem Wojtyszko podczas kręcenia „Syntezy” (1983, współpraca reżyserska).
W 1990 roku założył firmę produkcyjną Besta Film, z którą w latach 1991-2012 zrealizował ponad 100 filmów i seriali dokumentalnych, 3 filmy fabularne, 9 seriali telewizyjnych i 5 seriali w formule docu-soap.
W 1996 roku otrzymał Europejską Nagrodę Filmową za wkład w rozwój europejskiego filmu dokumentalnego.
W latach 1999–2012 zrealizował szereg seriali fabularnych i dokumentalnych dla telewizji, w tym pierwszą w Polsce telenowelę dokumentalną „Szpital Dzieciątka Jezus”, „Plebanię”, „Pensjonat pod Różą”, „Londyńczyków”.
W 2014 roku na 100-lecie urodziny swojej matki, Wandy Krzemińskiej, wydał własnym nakładem jej pamiętniki – „Archipelagi”. Pamiętniki były również pretekstem do rozpoczęcia pracy nad serialem telewizyjnych „Drogi wolności” (TVP, 2018) oraz cyklu powieściowego „Drogi do wolności”. Pierwsza powieść z cyklu – „Iskra” – ukazała się nakładem wydawnictwa Znak w czerwcu 2018 roku.

## Twórczość

### Producent
- 2018 Drogi wolności, serial telewizyjny
- 2011 INSTYNKT, serial fabularny
- 2009 WOLNE PISMO, film dokumentalny
- 2009 LONDYŃCZYCY 2, serial fabularny
- 2008 LONDYŃCZYCY, serial fabularny
- 2006 – 2007 DWIE STRONY MEDALU, serial fabularny
- 2000 – 2011 PLEBANIA, serial fabularny
- 2004 – 2006 PENSJONAT POD RÓŻĄ, serial fabularny
- 2000 OKRUTNY TALENT. FIODOR DOSTOJEWSKI, film dokumentalny
- 1998 DZIKI WSCHÓD, film dokumentalny
- 1998 POTĘGA SYMBOLI, film dokumentalny
- 1997 TAJEMNICE ROSJI. Nowa ziemia – archipelag strachu, film dokumentalny
- 1997 TAJEMNICE ROSJI. Udacznyj – Miasto diamentów, film dokumentalny
- 1997 TAJEMNICE ROSJI. Południowe kuryle – wyspa zapomnianych, film dokumentalny
- 1997 IMRE KERTESZ. TYLKO WSPOMNIENIA PRZYNOSZĄ ULGĘ, film dokumentalny
- 1997 TO WSZAWE NAGIE ŻYCIE, film fabularny - telewizyjny
- 1996 VENDETTA, film dokumentalny

### Pomysł filmu
- 2018 Drogi wolności, serial telewizyjny
- 2006 – 2007 DWIE STRONY MEDALU, serial fabularny
- 2005 SINGLE, cykl dokumentalny
- 2003 TYLKO TATO, telenowela dokumentalna
- 2001 ZŁOTO CARÓW, cykl dokumentalny
- 2000 – 2011 PLEBANIA, serial fabularny
- 2000 CENTRUM NADZIEI, serial dokumentalny
- 2000 DUŻA PRZERWA, serial fabularny
- 2000 MODELKI, telenowela dokumentalna
- 1999 SZPITAL DZIECIĄTKA JEZUS, telenowela dokumentalna

### Scenariusz
- 1994 CZARNOBYL. KLĄTWA PIOŁUNU, film dokumentalny
- 1994 TAJMYRSKI PAMIĘTNIK, film dokumentalny
- 1992 KADISZ. OSTATNI ŻYDZI Z SZARGORODU, film dokumentalny
- 1984 TKKF PROPONUJE AEROBIC, film dokumentalny
- 1982 ABSOLWENCI, film dokumentalny
- 1982 DOBRY RZUT, film dokumentalny
- 1982 W MOICH ŻYŁACH PŁYNIE WIATR, film dokumentalny

### Reżyseria
- 1994 CZARNOBYL. KLĄTWA PIOŁUNU, film dokumentalny
- 1992 KADISZ. OSTATNI ŻYDZI Z SZARGORODU, film dokumentalny
- 1984 TKKF PROPONUJE AEROBIC, film dokumentalny
- 1983 TRZYMAJ SIĘ PROSTO, film dokumentalny
- 1982 ABSOLWENCI, film dokumentalny
- 1982 DOBRY RZUT, film dokumentalny
- 1982 W MOICH ŻYŁACH PŁYNIE WIATR, film dokumentalny

### Reżyser II
- 1985 KRONIKA WYPADKÓW MIŁOSNYCH, film fabularny
- 1984 IDOL, film fabularny

### Współpraca reżyserska
- 1983 SYNTEZA, film fabularny

### Powieści
- 2018 Drogi do wolności. Iskra, Znak
- 2018 Drogi do wolności. Jesienny poniedziałek, Znak
- 2018 Drogi do wolności. Zawierucha, Znak